# Nadleśniczy
Nadleśniczy – pracownik instytucji Państwowe Gospodarstwo Leśne Lasy Państwowe, jest podwładnym dyrektora właściwej Regionalnej Dyrekcji Lasów Państwowych. Kieruje Nadleśnictwem – podstawową jednostką gospodarczą i organizacyjną w strukturze Lasów Państwowych.

## Akty prawne
- Rozporządzenie Ministra Środowiska z dnia 14 stycznia 2003 r. w sprawie stanowisk, stopni służbowych oraz zasad wynagradzania w Służbie Leśnej (Dz.U. z 2003 r. nr 11, poz. 123)